# Otto Vielhauer
Otto Vielhauer (* 23. April 1875 in Eppingen; † 13. November 1958 in Freiburg im Breisgau) war ein deutscher Politiker (DDP, DemP, FDP).

## Familie
Er war der Sohn von Philipp Vielhauer (* 7. März 1849 in Eppingen; † 29. Februar 1908) und der Emma Veronika geborene Gebhard (* 8. April 1856; † 23. August 1929). Sein Vater war Landwirt und Bürgermeister von Eppingen. Otto Vielhauer heiratete am 15. Mai 1917 in Eppingen Rosa Katharina geborene Baust (* 15. März 1880 in Nußloch; † 20. November 1947 in Freiburg im Breisgau).

## Werdegang
Der Ökonomierat gehörte während der Weimarer Republik zwischen 1919 und 1921 für die DDP dem Landtag der Republik Baden an. Nach Ende des Zweiten Weltkriegs war er zunächst von November 1946 bis Mai 1947 für die Demokratische Partei Mitglied der Beratenden Landesversammlung des Landes Baden und wurde bei der konstituierenden Sitzung am 22. November 1946 zum Alterspräsidenten bestimmt. Nach dem Ausscheiden von Georg Mall war er ab März 1947 Vizepräsident der Landesversammlung.
Mit der Wahl vom 18. Mai 1947 zog er in den wiedererrichteten Badischen Landtag ein und eröffnete am 29. Mai 1947 als Alterspräsident die Sitzungsperiode. Während der Wahlperiode war er Vorsitzender des Wirtschaftsausschusses. Als nach dem Tod von Franz Geiler im Oktober 1948 das Amt eines zweiten Stellvertreters geschaffen wurde, wurde Vielhauer zudem zum Vizepräsidenten des Landtags gewählt.

## Ehrungen
- 1952: Verdienstkreuz am Bande der Bundesrepublik Deutschland